# 那木萨赖

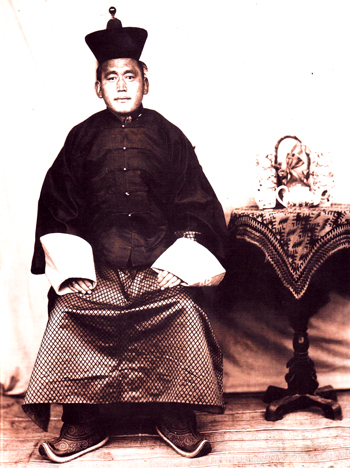
那木萨赖

那木萨赖（1876年—1923年）又译那木萨赉，蒙古族，喀尔喀土谢图汗部中左翼末旗人，土谢图汗部中左翼末旗札萨克。

## 生平
土谢图汗部中左翼末旗札萨克之封爵本为一等台吉。光绪十八年（1893年），那木萨赖袭该职爵。后来，那木萨赖晋封辅国公衔札萨克一等台吉（具体晋封时间不详）。宣统二年底，因为捐输军需银两，那木萨赖袭赏用紫缰。
1911年12月30日博克多汗的封赏名单中，那木萨赖排名第6位，封赏内容如下：
土谢图汗部（中左翼末旗）札萨克辅国公衔一等台吉那木萨赉，赏额尔德尼多罗郡王爵，赐黄缰，并充任朝臣，著授司法大臣之职。
自此，那木萨赖出任大蒙古国第一任司法大臣，接任其职位的是车臣汗那旺纳林。1920年，那木萨赖被统治外蒙古的汉人投入了监狱。他后来在1921年人民政府成立时担任五位副总理之一，后获得“阿尔丁”（Ардын，意为“人民的”）称号。